# 日本語の乱れ

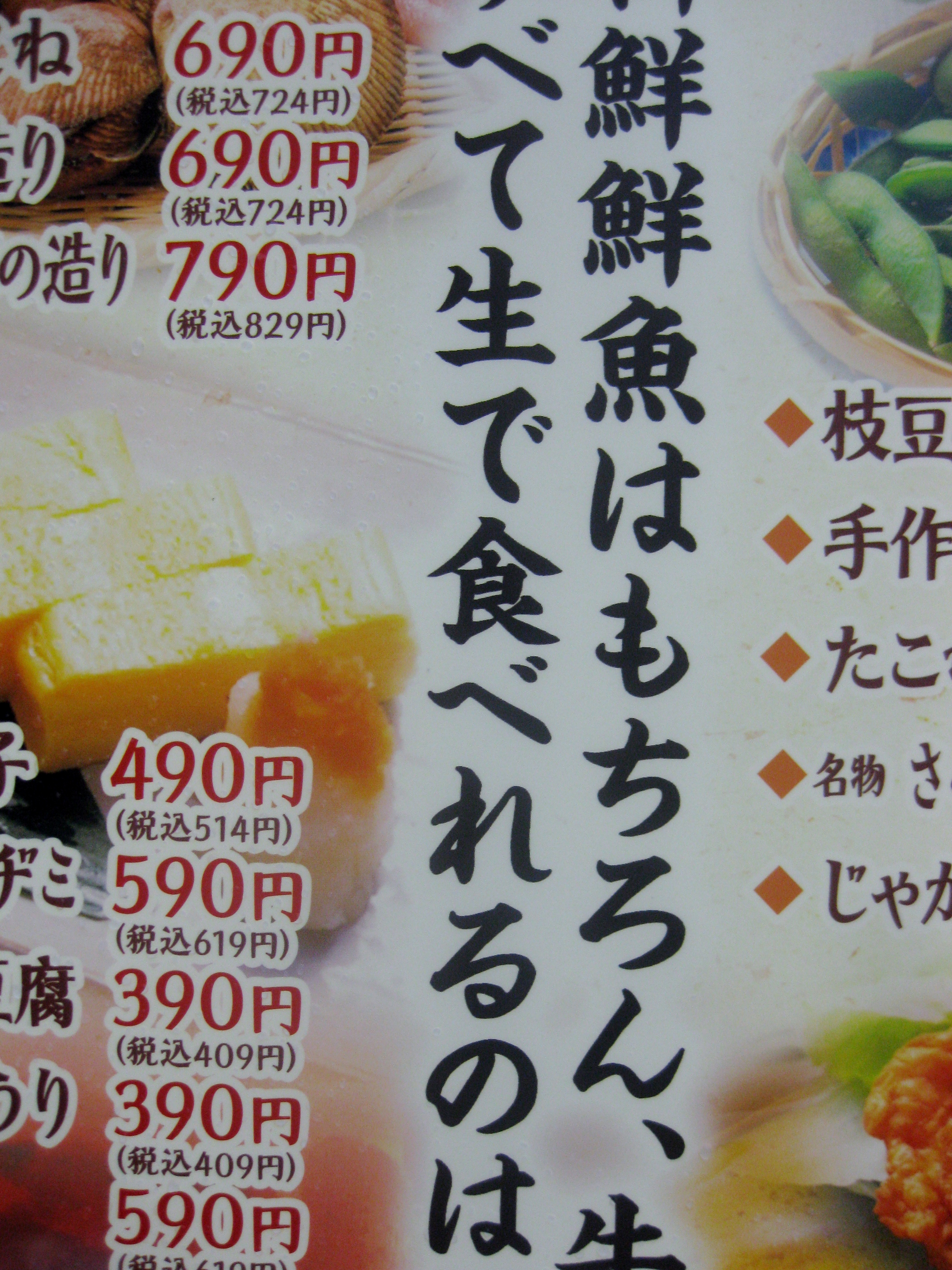
ら抜き言葉の例
規範的な形は「食べられる」

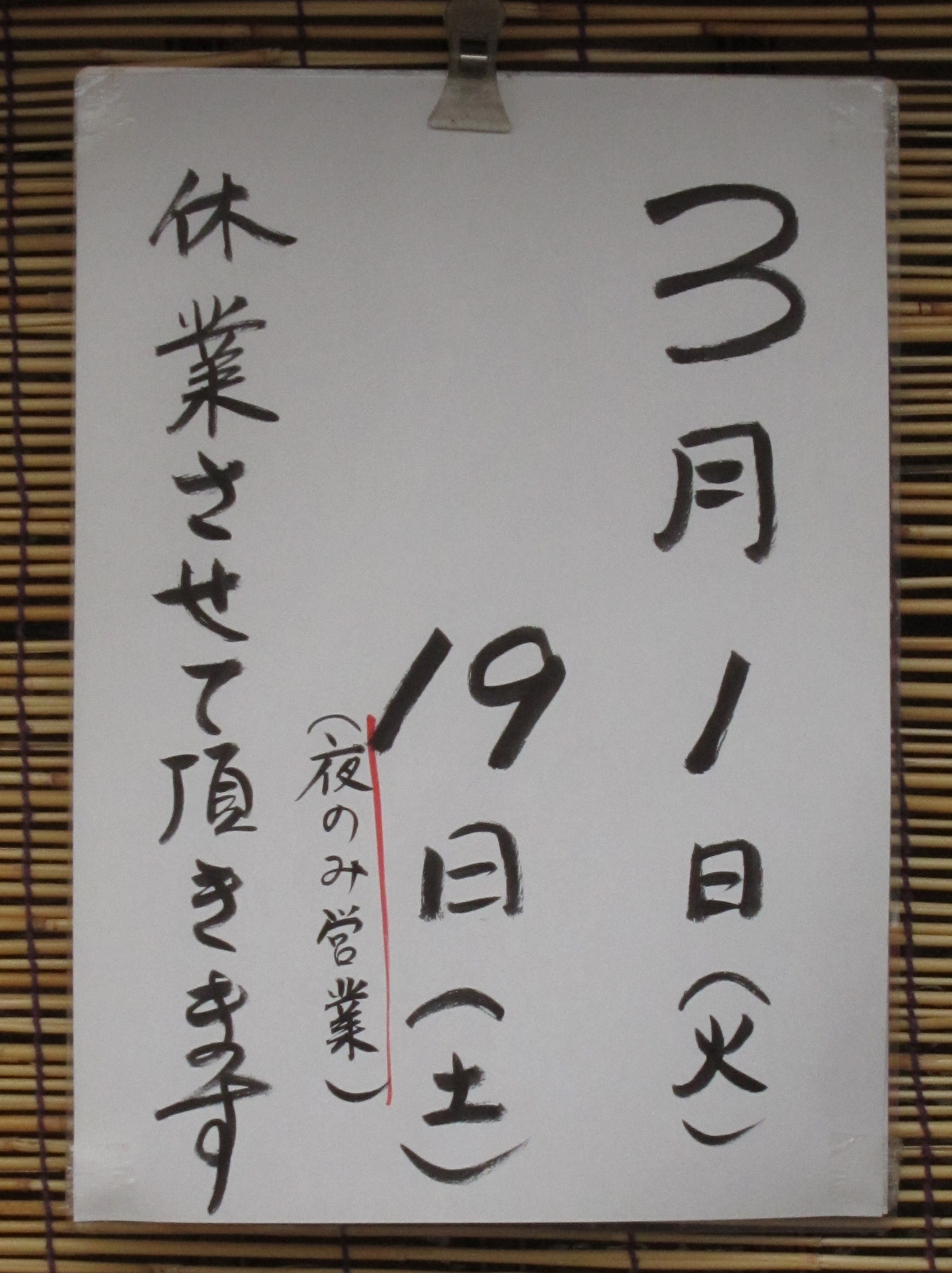
このような「させていただく」を問題視する意見もある
規範的な形は「休業いたします」

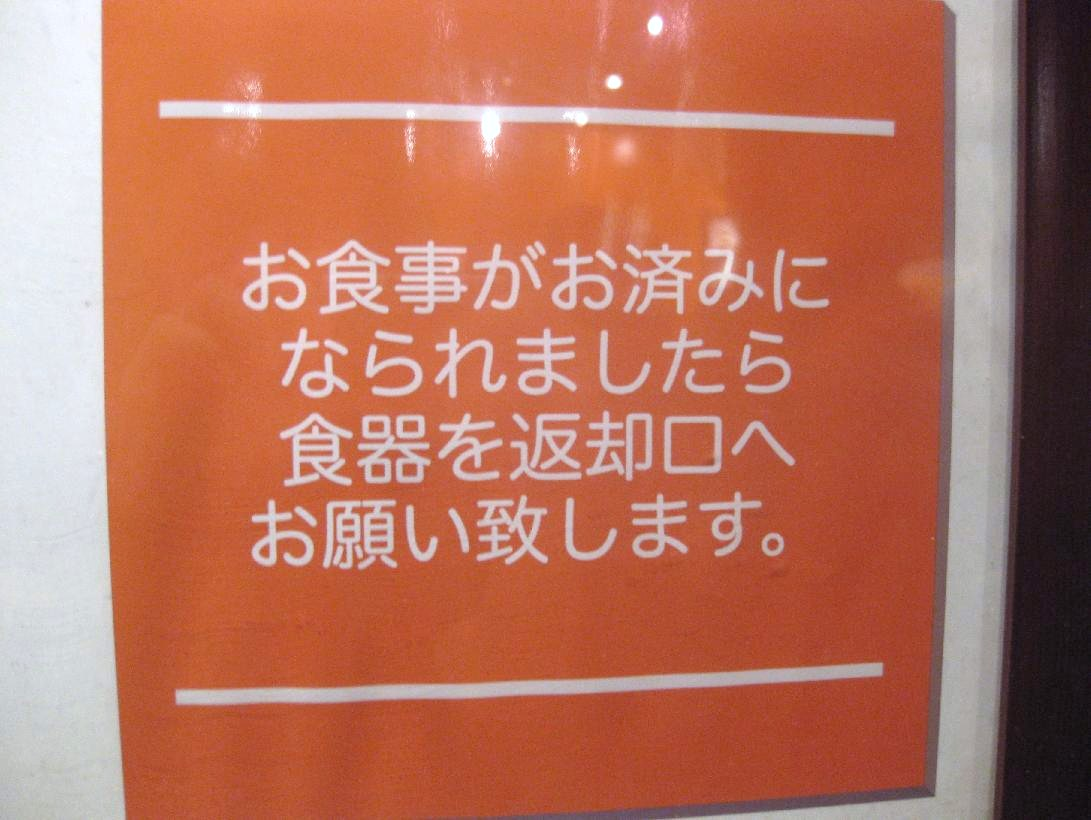
敬語の乱れとされる表現の例
規範的な形は「お済みになりましたら」

日本語の乱れ（にほんごのみだれ）とは、言語の変化などによって、規範的とされる日本語（標準語・雅語など）との間に齟齬が生じることを否定的に捉えた言葉である。「ゆらぎ」や「ゆれ」、「縺（もつ）れ」などとも言う。

## 「言葉の乱れ」という概念
「言葉の乱れ」という価値判断を伴った概念は、言語学には存在しないが、言語政策などでは取り上げられることがある。この違いは「記述文法」と「規範文法」という考え方の違いを反映している。記述文法とは、言語学において実際の言語の使用に基づいて記述された言語の法則性・規則性のことであり、記述文法における「文法的におかしい」「非文法的」とは、当該言語にそのような表現・用法は存在しないという意味である。一方、規範文法とは、当該言語の話者が倣うべき言語の規則のことであり、規範文法における「文法的におかしい」とは、当該言語で実際に使用が見られるが、倣うべき規則から逸脱しているという意味である。規範文法から逸脱するものが「言葉の乱れ」に相当する。
言語の変化を良くないものと捉える考え方は古今東西で見られる一方、言語は本来的に変転・流転するものであり、ある時代で「乱れ」と見做されたものが一過性に終わらず、後世には定着することも多い。例えば清少納言が作者とされる『枕草子』にも若者の言葉の乱れを嘆く一節があり、「むとす・んとす」を「むず（る）・んず（る）」と言うことを「いとわろし（非常に悪い）」と述べているが、「むず（る）」は中世日本語ではひとつの助動詞として定着する。
言語の変化は私的な口語で多く見られ、容認もされやすい。また、芸術や文芸など創作活動における日本語の使い方は自由であり、言語政策による制約の対象外である。その一方で、書き言葉や公的な口語は保守的であり、慎重な運用が求められる。もっとも、公的な口語も時代による変化は免れえず、例えば1945年から2006年の総理大臣の演説を見ても、助詞や助動詞の使い方が変化している。

## 批判
金田一春彦は、日本語の乱れ（言葉の乱れ）という考え方に異を唱え、次のような理由から日本語は乱れていないとした。
- 音韻の面では、訛った発音をする人は格段に減りつつある。
- 文法の面では、昨今日本語の乱れとされる言い方の多くは実は戦前からあるものである。また、その多くは表現の明快さや論理性を高める方向の変化であるから、むしろ歓迎すべき変化である。
- 全体として見ると、かつて日本語に地域ごとの方言しかなく異なる地域間では意思疎通が困難だったのが、共通語に統一されつつある現代は、「日本語の乱れ」どころか乱れが収まりつつある状況である。

そのほかの指摘には以下のものがある。
- 言葉は変化するものである[4]。
- 日本語の音韻、形態、統語の制約に沿っていたり、了解可能な規則のもとに省略され、言いやすさ・配慮などが反映されている場合がある[4]。
- 正しい日本語の想定を批判する立場としては、本来は市民権を得ている生きた日本語を想定する必要がある[5]。
- 明治維新後、標準語を話すことが強制され、従わない者には罰が与えられたという歴史がある（方言札も参照）。このようなイデオロギーの影響を受けてきた規範を求めることは問題がある[5]。
- 正しくないとされるものが抑圧される構造を生み出す[5]。現代日本では思想や表現の自由は憲法によって保証されている。現代社会では、基本的人権の下に平等である。
- コミュニケーション疎外の問題[5]。
- 漢字増加の懸念[6]。

## 容認
言語の規範を示すあるいは仰がれる機関（近代以降の日本では文部省・文部科学省や日本放送協会など）が必要に応じて変化を容認し、場合によっては積極的に規範を変えることさえある。
1905年（明治38年）に定められた『文法上許容スベキ事項』では、当時の書き言葉に現れていた「従来破格又は誤謬と称せられたるもの」の一部を追認した。この時に追認されたものには「〜なるもの」「挑戦するも果たせず」といった表現などがあり、それぞれ従来は「〜というもの」「挑戦すれども果たせず」としなければ文法的に誤りだとされていた。
第二次世界大戦後には、当用漢字（のち常用漢字）によって漢字数の削減と字体の簡略化が打ち出され、現代仮名遣いによって文法や語源に関係なく現代標準語の発音通りに表記する仮名遣いに改められた（国語国字問題を参照）。1952年、国語審議会の『これからの敬語』では敬語の簡略化を図った。
2018年には、文化庁の文化審議会国語分科会が「コミュニケーションの在り方」と「言葉遣い」について検討し、『分かり合うための言語コミュニケーション』を発表している。
そもそも言語は変化するものであるとし、地域差もあれば、同じことを表現するのに複数の方法も考えられ、通用しやすい言葉遣いをする必要はあるが、伝統・標準だけが正しいとか、あるいは自分の基準以外を誤りと見なさず、他者の言葉遣いには寛容さを求めた。コミュニケーションでは、時には異なりを認め、伸び伸びとした伝え合いが求められる。

## 具体例
以下で例示するものは現代の標準語（全国共通語）において規範的でないと指摘されるものであり、地域や階層によっては古くから用いられていて「乱れ」とされない場合がある。

### 文法の揺れに関するもの

#### ら抜き言葉
可能を意味する可能動詞である「見られる」「来られる」等を「見れる」「来れる」のように言う言い方のこと。
上一段活用・下一段活用・カ行変格活用の動詞の未然形に付く受身・尊敬・自発・可能表現の助動詞「られる」のうち、可能表現の「られる」が五段活用の可能動詞と同様に「れる (-eru)」に変化する現象。
「見る」のような上一段活用動詞、「食べる」のような下一段活用動詞のほか、「来る」の活用の種類であるカ変動詞の可能表現としてそれぞれ「見れる」「食べれる」「来れる」とするものは、「ら」を含んでいないということから「ら抜き言葉」と呼ばれ、規範的な立場からは誤用とされる  。ただし、中国・四国地方や東海地方（その後やや遅れて近畿地方も）では古い時期から常用されていた。また、五段動詞の可能表現では、江戸時代初期にはすでに「読まれる」→「読める」のような変化が起こっている。「見られる」が「見れる」に変化することで尊敬や受身の形との曖昧性がなくなることから、この形を合理的なものと見る見解もある。
また、関東や新潟など一部の方言では「見られる」「食べられる」「来られる」は、未然形が「見らんない」「食べらんない」「来らんない」と「れ」が「ん」に変化することがある。

#### さ入れ言葉（さ付き言葉）
「歌わせてください」というべきところを 「歌わさせてください」というように、余分な「さ」を入れるものを「さ入れ言葉」または「さ付き言葉」と呼ぶ。「…させていただく」のような敬語表現に特徴的に現れる。本来は誤用であるが、すでに市民権を得たとの見解もある。

#### 「〜たり」の用法
動作や状態を並列して述べる場合に使われる助詞の「たり」は、「〜たり,〜たり」のように、「たり」を繰り返す形で用いるのが本来の語法とされているが（例：本を読んだり、音楽を聴いたりして）近年は、本来の用法が守られず後ろの「たり」を落として用いられる傾向がある。（例：本を読んだり音楽を聴いて）「〜たり〜たり」の語法が守られない背景には、前の「たり」との間にさまざまな節が入り長い文章になったとき、「〜たり〜たり」の語感が薄れる傾向があることや、類似事例の存在を暗示する「たり＋する」の用法が「〜たり〜たり」に転化した結果、並立助詞としての機能と曖昧な例示としての機能の使い分けが厳密に運用されなくなったことが考えられる。

#### 「〜と」の用法
語を並列して述べる場合に使われる助詞の「と」は、「と」を繰り返す形が本来の語法とされるが、繰り返しを省略する事例が多い。例えば、
- 「AとBとは異なる」→「AとBは異なる」
- 「AとBとを対象とする」→「AとBを対象とする」

#### 全然+肯定表現
「全然」は、明治時代から戦前までの近代語では否定表現を伴わず「すっかり、ことごとく、完全に、全面的に」として用いられてきた。戦前の文学作品には否定表現を伴わずに「全然」が用いられる例が多く見られる。「全然違う」、「全然だめ」、「全然反対」、「全然別」など、「全然」に修飾される語に否定的な要素が含まれたものも古くから使われている。
しかし、文部省教育の定着と世俗の中で昭和中期に肯定用法の使用が減少し、戦後は打消しの言葉や否定的な表現を伴って「まったく。まるで。少しも。まるっきり。」として用いるのが正しい用法とされたものの、最近は明治時代から戦前までの「全然」とは違った意味での否定を伴わない用法が増え、これが誤用、若しくは俗用として扱われている。
すると警保局長は全然出版に反對の意を仄めかした。
—夏目漱石、『『煤煙』の序』1909（明治42）年
妻を迎へて一家團欒の樂を得ようとして、全然失敗した博󠄁士も、此城丈は落されまいといふので、どうしても母君と一しよに食事をする。
—森鷗外、『半日』1909（明治42）年
これと全然同じ話が支那にもある。
—芥川龍之介、『才一巧亦不二』1925（大正14）年

#### 「おぼつく」「おぼつきません」
「おぼつかない」の「ない」は、形容詞を構成する接尾辞の「ない」であり、打ち消しの助動詞の「ない」ではない。したがって、「おぼつく」「おぼつきません」といった語は存在しない。しかし、遅くとも2010年代には、マスメディアにおいても「足元おぼつかず車道へ」「会議後に報告を受けていたのでは「先手先手」の対応などおぼつくまい」のような用法が見られるようになっている。

### 敬語に関するもの

#### 形容詞/動詞＋です
丁寧な断定の助動詞「です」が形容詞や動詞に接続することが誤った用法とされることがある。しかし、どちらも古くからある形である。たとえば田山花袋『蒲団』（1907年）には「好いですよ」「困るです」などが多く使われている。
このうち「おもしろいです」のように形容詞に接続するものについては、1952年の国語審議会『これからの敬語』で容認された。ただし、過去形では「おもしろいでした」はあまり用いられず、「おもしろかったです」が普通である。
動詞に接続するものについては『これからの敬語』でも認められず、「です」の接続はおかしいという感覚をもつ者が現在でも多いが、井上史雄は将来的に動詞も含めてすべてに「です」が付くようになるだろうと予測している。なお、近年は「〜っす」という形が一部で用いられるが、これは品詞を問わず接続する。

#### とんでもございません
「とんでもない」は全体で一つの形容詞であるから、丁寧形は「とんでものうございます」もしくは「とんでもないことでございます」などと言わなければならず、「とんでもございません」は誤りとされることがある。
しかし、2007年の文化審議会による『敬語の指針』にて容認された。「とんでもない」は、形容詞の「とでもない」（とでもなし）に、撥音便に類推する「ん」が付加されて生じた語であるという説がある。また、「とんでもない」の「ない」は、前置された語素（とんでも）に対し、「そのような状態にある」という意味を付加して、語全体を形容詞化する接尾辞であり、打ち消しの意味を持たないという説がある。
2004年の『明鏡国語辞典』では、語法欄で「とんでもありません」「とんでもございません」の形でも使うと述べた。同辞典編集委員で筑波大学教授の矢澤真人は「とんでもない」の「ない」の語源を辿れば、形容詞の「ない」であるとし、文法的にはこれを「ありません」や「ございません」に置き換える理由はそれなりにあり、「とんでもありません」「とんでもございません」が文法的に誤りだということはないとしている。
仮に「とんでもない」が一語であれば、丁寧形は「とんでものうございます」のはずだが、それでは変なので、「とんでもない」は多少は分解を許す形であり、「とん」が元々名詞性の語だと仮定すれば「とんでもございません」はありうる形だと、敬語の専門家で東京大学教授（当時）の菊地康人は述べている。
文化庁国語課は、社会で広く使われてきた表現として、「とんでもございません」はこれからさらに定着していくと考えている。

#### おいしくいただけます
「いただく」を謙譲語とみなせば、聞き手の行動を謙譲語にしているこの表現は敬語として誤りとなるため、「おいしく召し上がれます」が正しいことになる。文化庁国語科による1997年の調査では、この表現が「気になる」と答えたのはわずか一割程度である。井上史雄は、この調査結果から、ここでの「いただく」はすでに謙譲語の意味を失って「たべる」の丁寧な言い方になったと判断した。さらにいえば、「たべる」自体も古くは謙譲語である。「いただく」が単に「たべる」の丁寧な言い方になったのは、「たべる」が謙譲語としての意味を失って単に「食う」の丁寧な言い方になった歴史の繰り返しである。

#### ご乗車できません・お書きできません
「乗車できません」を尊敬語にする場合「ご乗車になれません」が適切な形で、「ご乗車できません」は誤りである(「ご乗車いただけません」「ご乗車はできません」も正しい言い方である)。同様に、「書けません」を尊敬語にする場合「お書きになれません」が適切な形で、「お書きできません」は誤りである。「お（ご）......できる」という形だと、尊敬語ではなく謙譲語「お（ご）......する」の可能形になってしまう。このような表現を一般的に広く使われているものと認めながらも、広く使われているからといってこれを「よし」としてしまうと、敬語の二つの大きな柱である尊敬語と謙譲語の区別ができなくなり、敬語が基本から壊れてしまうとして断固として認めない立場もある。

#### ご利用される
「ご利用される」は、その成り立ちを「ご利用＋される」と考えることができ、その場合においては「ご利用される」は尊敬語としてはあり得る形だとされる。ただし「ご利用される」の「ご……さ」の部分が「ご……する」という謙譲語の形であり、これに「れる」という尊敬語が付いた「謙譲語＋尊敬語」の組み合わせだと見られることなどから、現時点では「適切な敬語ではない」とする考え方が有力とされる。「ご利用になる」・「利用される」・「利用なさる」が適切とされる形である。

#### 「〜させていただく」の乱用
何らかの許可を得て恩恵を得るという「させていただく」のほかに、単に「いたす」の代用として「〜させていただく」と言うことは批判的な意見が多い。元は近畿地方の表現であり（伝統的に関西ではへりくだった遠回しな表現を好む傾向がある）、関西ではそれほど「させていただく」の多用が問題視されていない。井上史雄は、このような表現が関西から東京へ広まったのは1950年代と考えている。尾藤克之は東洋経済オンラインのなかで、2009年に民主党政権が誕生して以降に急増したと解説。国会会議録検索システムで過去の議事録を精査した結果を根拠として挙げた。言葉遣いのプロである声優にも、この表現を多用する人が多い。

#### 名詞を修飾する「〜ます」
「こちらにあります鉛筆で〜」のように名詞を修飾する動詞に「ます」をつける用法も、厳しい敬語指導書では批判され、NHKでもあまり使わないように指導している。外国人に対する日本語教育でも、名詞の前の動詞には「ます」を付けないという文法規則として教えている。これを問題視する立場からは「こちらにある鉛筆で」のように「ます」をつけずに言うのが望ましいことになるが、生きた言葉を規制するのは難しく、現実には「ます」をつけた言い方も広く聞かれる。

### 表記に関するもの

#### 長音符号
長音符号は音引き・伸ばし棒とも呼ばれ、カタカナで用いられる。近代の一時期には文部省発行の小学教科書などで「おじーさん」のようにひらがなに長音符号を使用した例もあるが、昭和61年告示第1号『現代仮名遣い』でひらがなに長音符号を用いるのは誤用と規定された。

#### 送りがなの区別
「行」は「い・く／ゆ・く」「おこな・う」の2つの訓を持つが、連用形や過去形では両者の区分が付かない（「行った：いった／おこなった」）。このため便宜的に「おこなう」の送りがなを「おこ・なう」として区別することがある。昭和48年内閣告示「送り仮名の付け方」において「行う」が「本則」であるが「行なう」も「許容」されている。

#### 外来語のカタカナ表記
外来語をカタカナ表記する際、長音符の有無には日本国内の公式の規格内においても揺れがある。内閣告示による外来語の表記の基準では、原則として長音符を付ける（例：コンピューター）が、慣用に応じて省略してよい（例：コンピュータ）としている。日本産業規格(JIS Z8301)では、その2008年版では3音以上の言葉の場合は、長音符を省略するとしていたが、2019年版では、そのような規定を廃止し、内閣告示に完全に準拠している。
また、文部科学省の「外来語の表記（内閣告示第二号）」では「『ハンカチ』と『ハンケチ』、『グローブ』と『グラブ』のように、語形にゆれのあるものについて、その語形をどちらかに決めようとはしていない」としている。ただし、商標などのカタカナ表記に対しては登録されている語形を正しいものとする。
付け爪をネイル（単に爪）、経口避妊薬をピル（単に錠剤）、アフロヘアのことをアフロ（単にアフリカのという意味）など略された表記もカタカナ語としても修正されずにそのまま転写されている。

#### 難解な専門用語の代用
無銭飲食やひき逃げ、万引きなどは正式な法律用語ではないが、俗称や報道では難解な法律用語に代わって使われている。

### 発音に関するもの
「舌鼓（したつづみ）」を「したづつみ」、「雰囲気（ふんいき）」を「ふいんき」と言うなど、音位転換（音位転倒）によって規範から外れた語形が生じることがある。ただし音位転倒で生じた変化のなかには、「あたらしい（元の形は『あらたし』）」「さざんか（元の形は『さんざか』）」のように既に定着しているものもある。ほかにも「体育（たいいく）」→「たいく」や「原因（げんいん）」→「げいいん」のように、表記と実際に多く行われる発音の間でズレが生じる例は多くある。「店員」と「定員」（表記上は『てんいん』『ていいん』と異なるが、実際の発音はどちらも『てーいん』に近い）のように、実際の口頭での発音に引っ張られて表記を誤る例もある。

### アクセントに関するもの
2010年代頃より、2月と4月を発音する際、本来ならば「に『がつ』」、「し『がつ』」と尾高型アクセントで発音しなければならないところ、地域や年代を問わず「『に』がつ」や「『し』がつ」などと頭にアクセントを置いて発音（頭高型アクセント）する者が激増しており、これを問題視する者もいる。頭にアクセントを置いて良いのは「3月・5月・9月」のみである。

### その他
- 元々地域差のある表現は、規範性が求められる書き言葉などでも混用や揺れが現れやすい。助詞の「へ」「に」の使い分けや、仮定表現「すれば」「すると」「したら」の使い分けなど。
- 新聞の見出しやニュースのヘッドラインなど文字数が限定される媒体では、極端な体言止めや一般とは異なる助詞の用法、一般的ではない略語など、特異な表現が現れる。
- 商品名などには、文字通りの意味とは異なる、コンテキストに依存した名称が使われることがある。例えば、「無洗米」の文字通りの意味は「洗っていない米」であるが、「洗う必要がない米（すでに洗われている米）」という意味で使われている。NHKの『聴き逃しサービス』は聞き逃した番組を視聴できるサービスであるが、聞き逃すサービスとも読み取れる。